# Ophiocoma valenciae
Ophiocoma valenciae är en ormstjärneart som beskrevs av Müller och Franz Hermann Troschel 1842. Ophiocoma valenciae ingår i släktet Ophiocoma och familjen Ophiocomidae. Inga underarter finns listade i Catalogue of Life.